# Liste von Autoren in Madrasa-Curricula
Dies ist eine Liste von Autoren in Madrasa-Curricula. Sie umfasst auch Kommentatoren usw. Der Schwerpunkt des Personenverzeichnisses zu den Curricula (Lehrplänen) der Madrasas (islamischer Schulen) liegt auf den Curricula der Osmanen, Safawiden und Moguln. Die Schreibungen und Angaben zu den Lebensdaten entstammen (größtenteils unmodifiziert) der Arbeit von Francis Robinson: Ottomans-Safavids-Mughals: Shared knowledge and connective Systems, (Digitalisat).

## Übersicht (nach F. Robinson)
(Die computergestützte Sortierung ist vorläufig.)
- ʿAbd al-ʿAli Birjandi
- ʿAbd Allah ibn ʿUmar Baizawi (gest. 1286)
- ʿAbd Allah Nasafi (gest. 1310)
- ʿAbd al-Qahir Jurjani (gest. 1078)
- ʿAbd al-Razzaq Lahiji (17. Jahrhundert)
- ʿAla al-Din Qushji (gest. 1470)
- ʿAli Akbar Allahabadi
- ʿAli ibn Ibrahim Qummi (10. Jahrhundert)
- ʿUbaid Allah ibn Masʿud (gest. 1346–1347)
- Abu ʿAli Fazl ibn Hasan Tabarsi (12. Jahrhundert)
- Abu Dawood
- Abuʿl-Futuh Razi (12. Jahrhundert)
- Ahmad ibn ʿAli ibn Masʿud
- Ahmad ibn Muhammad Quduri aus Baghdad (gest. 1036–1037)
- Akmal al-Din (gest. 1384)
- Allama al-Hilli (gest. 1325)
- al-Nasafi (gest. 1142)
- al-Sakkaki (gest. 1228)
- Asir al-Din al-Abhari (gest. 1264)
- Azud al-Din al-Iji (gest. 1355)
- Baha al-Din ʿAmili (gest. 1621)
- Baizawi (gest. 1480–1481)
- Bukhari
- Burhan al-Din Marghinani (gest. 1196)
- Fakhr al-Din Razi (gest. 1209)
- Husain ibn Tawqani (gest. 1520)
- Husain Khwarazmi
- Ibn Babuhyah (gest. 991)
- Ibn Hajib (gest. 1248)
- Ibn Hisham (gest. 1360)
- Ibn Maja
- Ibn Mālik (gest. 1360–1361)
- Ibn Sina (gest. 1037)
- Imam Abu Hanifa
- Jalal al-Din ʿUmar Habbazi (gest. 1272)
- Jalal al-Din al-Suyuti (gest. 1505)
- Jalal al-Din Dawwani
- Jalal al-Din Qazwini (gest. 1338)
- Jar Allah Abul Qasim al-Zamakshari (gest. 1142)
- Jar Allah al-Zamakshari (gest. 1142)
- Kabir
- Katibi
- Mahmud Chaghmini (gest. 1221)
- Mahmud Kashmiri
- Maibuzi
- Miqdad ibn ʿAbd Allah Hilli (gest. 1423)
- Mir Baqr Damad (gest. 1631)
- Mir Muhammad Zahid al-Harawi (gest. 1699–1700)
- Mir Sayyid Sharif Jurjani (gest. 1413)
- Muhammad al-Tabari (gest. 923)
- Muhammad al-Tusi (gest. 1067)
- Muhammad Baqr Majlisi (gest. 1699)
- Muhammad ibn al-Kulaini (10. Jahrhundert)
- Muhammad ibn Mustafa (gest. 1505–1506)
- Muhammad Taqi Majlisi (gest. 1659)
- Muhaqqiq-i Hilli (gest. 1277)
- Muhib Allah Bihari (gest. 1707–1708)
- Mulla ʿAbd Allah Khurasani (17. Jahrhundert)
- Mulla ʿAbd Allah Qazdi (gest. 1606)
- Mulla Ahmad al-Hanafi
- Mulla Fanari (gest. 1430)
- Mulla Husain al-Baghawi (gest. 1122)
- Mulla Husain ibn Muʿin al-Din
- Mulla Husain Yazdi
- Mulla Jami aus Herat (gest. 1492)
- Mulla Jiwan aus Amethi (gest. 1718)
- Mulla Mahmud Jawnpuri (gest. 1652)
- Mulla Muhsin Kashani (gest. 1680/1681)
- Mulla Muhsin Muhammad ibn Tahir Qazwini (17. Jahrhundert)
- Mulla Sadra (gest. 1641)
- Mulla Zamakshari (gest. 1143)
- Muntahar al-Sul Ibn Hahjib (gest. 1248)
- Musa ibn Mahmud
- Muslim
- Najm al-Din ʿAbd Allah Qazdi (gest. 1606)
- Najm al-Din ʿUmar ibn ʿAli al-Qazwini al-Katibi (gest. 1099)
- Najm al-Din ʿUmar ibn ʿAli Qazwini (gest. 1293)
- Najm al-Din Qazwini (13. Jahrhundert)
- Nasir al-Din Baizawi (gest. 1280)
- Nasir al-Din Tusi (gest. 1274)
- Nasir ibn Matrizi (gest. 1212–1213)
- Nizam al-Din Naishapuri
- Porphyrios (234–305)
- Ptolemäus (fl. 127-45)
- Qut al-Din Shirazi (gest. 1311)
- Qutb al-Din Mahmud ibn Muhammad (gest. 1364)
- Qutb al-Din Muhammad Tahtawi (gest. 1364)
- Qutb al-Din Razi (gest. 1364–1365)
- Qutb al-Din Shirazi (gest. 1310)
- Rafi al-Din Tabataba’i (17. Jahrhundert)
- al-Hasan ibn Muhammad as-Saghānī (gest. 1252)
- Saʿd al-Din Taftazani (gest. 1389)
- Sayyid Murtaza (11. Jahrhundert)
- Shah Wali al-Din Abu ʿAbd Allah al-Khatib (14. Jahrhundert)
- Shahid Awwal (gest. 1384)
- Shahid-i Thani (gest. 1558)
- Shaikh Badr al-Din (gest. 1240)
- Shaikh Hurr-i ʿAmili (17. Jahrhundert)
- Shams al-Din Isfahani (gest. 1348)
- Shams al-Din Mahmud Isfahani (gest. 1345)
- Shams al-Din Muhammad ʿAmili (16. Jahrhundert)
- Sharif Nur al-Din Muhammad (gest. 1434)
- Shihab al-Din al-Asqalani (gest. 1449)
- Shihab al-Din Suhrawardi (gest. 1191)
- Siraj al-Din Muhammad Sajavand
- Siraj al-Din Urmawi (gest. 1283)
- Tahzib Qutbi Qutb al-Din Razi (gest. 1364–1365)
- Taj al-Shariʿa Mahmud
- Tirmizi
- Ubaid Allah ibn Masʿud (gest. 1346–1347)
- Zahid ibn Mahmud ibn Masʿud Alwi
- ʿIzz al-Din Zanjani (gest. 1257)
- Zawzani (gest. 1389)